# Schwul

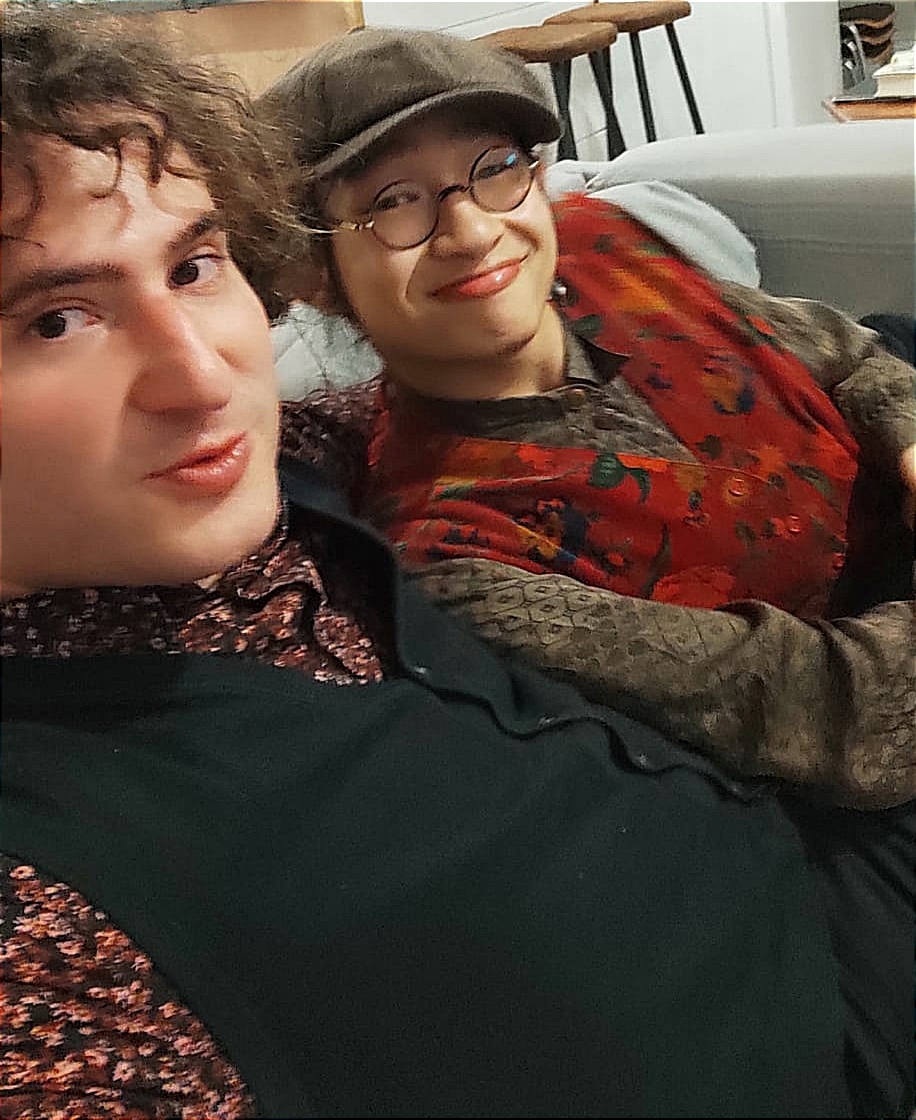
Schwule Zweisamkeit (2022)

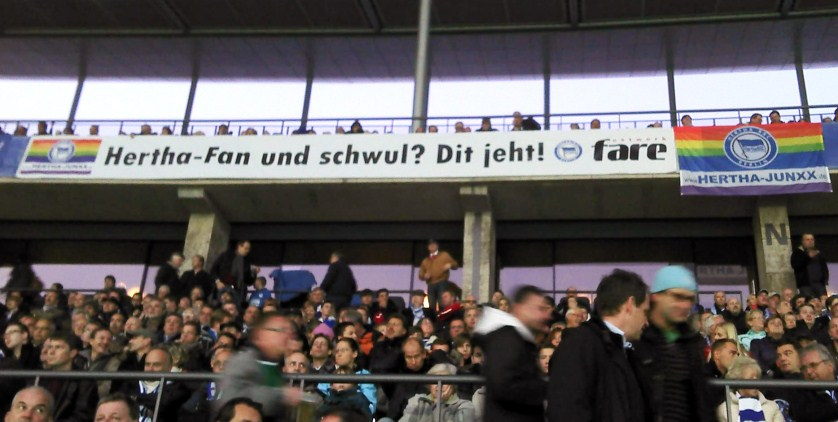
Transparent der Hertha-Junxx im Stadion 2011: „Hertha-Fan und schwul? Dit jeht!“

Das Wort schwul ist das weitestverbreitete deutsche Synonym für „männlich homosexuell“. Es wird im öffentlichen Sprachgebrauch und in der Schriftsprache verwendet; in einigen Wörterbüchern ist es als umgangssprachlich und als Eigenbezeichnung markiert. Vereinzelt wurde es auch für weibliche Homosexualität verwendet, die man heute meist mit dem Adjektiv lesbisch bezeichnet.
Schwul meint häufig auch das, was charakteristisch für Schwule und deren Interessen ist oder was diesen zugeordnet wird (Beispiele: „schwule Zeitschrift“, „schwule Bar“, „schwules Lokal“, „schwule Sauna“). In diesen Zusammenhängen hat der Begriff vor allem einen kulturellen bzw. gesellschaftlichen Bezug und ist nicht auf einen sexuellen Kontext begrenzt.
Durch Substantivierung existiert als Personenbezeichnung Schwuler (der Schwule) und als Zustand das Schwulsein sowie die eher selten verwendete Schwulheit. Verben, die sich von schwul ableiten, werden vor allem in der Schriftsprache selten verwendet.
Vor allem in der Jugendsprache findet sich schwul inzwischen auch als allgemein abwertendes Adjektiv für Gegenstände und Sachverhalte, auch wenn diese keinen direkten Bezug auf Homosexualität oder vermeintliche Unmännlichkeit haben. Diese Verwendungen mit negativer Konnotation können sich vor allem bei ungeouteten oder erst vor kurzem geouteten Jugendlichen hemmend oder negativ auf die Persönlichkeitsentwicklung auswirken. Manche lehnen das Wort aus diesem Grund auch ab und ziehen neutralere und weniger wertende Ausdrücke als Selbstbezeichnung vor, wie die aus dem Englischen entlehnten Wörter gay oder queer oder die Wendung „Männer, die Sex mit Männern haben“. Der Duden empfiehlt, die diskriminierende Verwendung des Wortes schwul auch in der Umgangssprache zu vermeiden, und Menschen, die sich gegen Diskriminierung und Homophobie einsetzen, thematisieren dies jetzt vermehrt.
Schwul wird mit gay ins Englische übersetzt. In der Gegenrichtung ist zu beachten, dass gay tendenziell auch Lesben mit einschließt, was in der deutschen Sprache nur noch selten der Fall ist. Beispielsweise ist die englische Bezeichnung „gay women“ korrekt, und Ausdrücke wie „Gay Pride“ und „gay people“ beziehen sich nicht nur auf Schwule, sondern auch auf Lesben. In seiner archaischen Bedeutung kann gay auch als „fröhlich“, „glücklich“ oder „unbekümmert“ übersetzt werden.

## Etymologie der Wortgruppe
Wie schwul zur Bedeutung homosexuell kam, lässt sich heutzutage nur noch annäherungsweise bestimmen, aber es existieren verschiedene Ansätze. Sicher ist, dass es in dieser Bedeutung weite Verbreitung und zahlreiche Abwandlungen erfuhr.

### Herkunft
- Häufig wird es auf das niederdeutsche schwul für „drückend heiß“ zurückgeführt. Im 17. Jahrhundert wurde dies ins Hochdeutsche übernommen und im 18. Jahrhundert, wahrscheinlich durch Beeinflussung des Antonyms kühl,[10] in schwül umgewandelt. Die alte Form wurde im 19. Jahrhundert in der Berliner Mundart und im Rotwelschen in Anlehnung an warm auf homosexuell übertragen.[9] Schwuler ist auch im Rotwelsch belegt.[11]
- Auch Storfer geht 1937 davon aus, dass es zuerst in Berlin aufgetreten sein dürfte. Als Erklärungsmöglichkeiten weist er auf „warme Brüder“ hin. Jene Bedeutung hat sich möglicherweise daraus entwickelt, dass die „Warmen“ ihren Geschlechtsgenossen gegenüber in erotischer Hinsicht nicht gleichgültig („kühl“), sondern warm empfinden.[12]
- Heinz Küpper verbindet schwul mit „beklemmend heiß“ und erklärt die einschlägige Bedeutung wohl als eine „Anspielung auf die Atmosphäre in einschlägigen Lokalen“.[13]

### Frühe Belege
- Paul Derks führt den Ausdruck bis auf eine 1847 geschriebene kriminologische Abhandlung zurück, „was subkulturellen Sprachgebrauch vermuten lässt.“[8]
- 1862 veröffentlichte Friedrich Christian Avé-Lallemant den dritten und vierten Teil seines Werkes Das deutsche Gaunertum. Darin findet sich Schwuler mit der Erklärung „der von stiller, ängstlicher, abmattender Wärme Ergriffene, ο παιδεραστης“. Die wesentliche Erklärung ho paiderastes ist auf Altgriechisch geschrieben und somit nur für Kundige lesbar. Danach folgt das Verb schwulen mit der Erklärung „παιδεραστειν“ („paiderastein“). Beschwulen hat hingegen die Bedeutung „hintergehen, betrügen“.[14] Dieselben Erklärungen finden sich im Grimmschen Wörterbuch unter Angabe von Avé-Lallemant als Quelle.[10]
- 1891 beschreibt Albert Moll schwul als Selbstbezeichnung für „Conträrsexuelle“ Männer und Frauen untereinander und von festen Beziehungen, die schwule Ehe oder schwules Verhältnis genannt wurden.[15]
- In der 1901 erschienenen Encyclopädie der Kriminalistik von Hans Gross wird schwul mit „Päderast“ erklärt.[16]
- Das Wörterbuch von Hermann Paul belegt die Verwendung als „homosexuell“ um 1900 ohne weitere Erklärung.[17]

### Verwendung
Homosexualität ist ein häufig verwendeter Begriff, um allgemein auf das eigene Geschlecht gerichtete sexuelle Orientierung und sexuelle Präferenz zu bezeichnen. „Viele gleichgeschlechtlich empfindende Menschen – Männer und Frauen – halten diese Bezeichnung zwar im biologischen Sinn des Wortes für korrekt, sind jedoch mit dem auf die Sexualität reduzierten Inhalt des Ausdrucks nicht einverstanden.“ Entscheidende Teile der Sexualität sind zwar das Gruppenkriterium und die Sexualität im weiteren Sinne macht sich – wie für alle – in so mancher Situation im alltäglichen Leben bemerkbar, jedoch ist es im gewöhnlichen Tagesablauf nur eine der Facetten, die den gesamten Menschen ausmachen. „Zudem stammt der Begriff homosexuell aus dem somatischen und psychiatrischen Pathologie-Vokabular, was einen weiteren Einwand gegen die Verwendung dieses Wortes begründet.“ Letztgenannter Einwand ist zwar seit den 1970er Jahren seltener geworden, aber das Wort gilt noch immer als „klinisch angehaucht“. Eine Alternative ist das Synonym gleichgeschlechtlich, das aber eines Zusatzes bedarf, um eindeutig zu sein.
So wird schwul alternierend mit homosexuell verwendet oder bewusst unterschieden, um etwas Bestimmtes auszudrücken. Ebenso alternieren Schwuler mit Homosexueller sowie Schwulsein mit Homosexualität.

„In den letzten 50 Jahren ist das entstanden, was man egalitarian gay [‚unter Gleichen‘] oder schwul nennt. Während homosexuell ein Tun (oder Verhalten) eines Kerls, einer Tunte, eines Bisexuellen, ja sogar eines Heteros bezeichnet, bezieht sich schwul auf eine Haltung, eine Identität, einen Lebensstil, (und queer auf Theorie und Politik: challenging heteronormativity [‚Heteronormativität bekämpfend‘]) während gay vor allem proclaiming homosexuality [‚offensives Sichtbarmachen von (eigener) Homosexualität‘] ist, und das andere einfach aus homosexual acts [‚homosexuellen Handlungen‘] besteht.“

Eine Anwendung auf Personen und Texte vor etwa 1970 und vor allem vor Karl Heinrich Ulrichs (1825–1895), dem „ersten Schwulen der Weltgeschichte“, ist meist aus sexualwissenschaftlicher und historischer Sicht nicht korrekt.

„Dabei werden Männer von Männern seit Jahrtausenden begehrt – irgendwie. Wie dieses Begehren jedoch erlebt, bewertet und bezeichnet wird, bestimmt die jeweilige Kultur. So ist beispielsweise die Differenz zwischen dem antiken mannmännlichen Eros, der zur platonischen Staatskunst aufstieg, und unserer gegenwärtigen Homosexualität enorm. Was immer Sokrates, Wittgenstein und Roland Barthes, Tschaikowski, Benjamin Britten und Cole Porter, Charles Laughton, James Dean, Cary Grant und Anthony Perkins, der Ökonom John Maynard Keynes, der FBI-Chef J. Edgar Hoover oder der Kolonialist Cecil Rhodes (‚Rhodesien‘) gefühlt und praktiziert haben mögen – schwul waren sie mit Sicherheit nicht, wie heute unhistorisch gesagt wird.“

Für den Historiker Hergemöller sind Urninge, Homophile, Homosexuelle und auch Schwule verschiedene „historische Erscheinungsformen“ einer „vielschichtigen Entwicklung“.
Das inzwischen auch von der Dudenredaktion in Bezug auf Politisches und Kulturelles erwähnte Kompositum schwul-lesbisch und das Silbenkurzwort lesbischwul (auch LesBiSchwul geschrieben) versuchen, anders als der vereinheitlichende Begriff homosexuell, die Unterschiede von lesbisch, bisexuell und schwul über einen gemeinsamen Begriff sichtbar zu machen. Eine zusätzliche Rolle spielt, dass homosexuell zwar theoretisch Männer und Frauen mit einschließt, es jedoch ein semantisches Problem gibt (→ zum Begriff Homosexualität). Dies zeigt sich auch in der Verwendung, vor allem in den 1950er bis 1970er Jahren, wo man öfter von „(männlicher) Homosexualität und lesbischer Liebe“ sprach, aber die Tendenz zeigt sich durchgehend bis zu den heutigen Lexikografen.

#### Selbstbezeichnung
Selbstbezeichnungen sind historischen Wandlungen unterworfen. Schwul ist derzeit die häufigste Selbstbezeichnung für männerliebende Männer. Manche bevorzugen andere Selbstbezeichnungen, manche lehnen auch jede Bezeichnung ab. Eine umfangreiche Umfrage (45 Minuten) im Auftrag des niedersächsischen Familienministeriums bei 353 männlichen Jugendlichen (sieben fehlen bei dieser Frage) von 15 bis 25 Jahren (36,5 Prozent zwischen 15 und 20; Durchschnitt: 21 Jahre) per Fragebögen in der Szene und über das Internet (Papier: 49 Prozent; Internet: 51 Prozent) zwischen Juni 1998 und Juni 1999 ergab das in der Tabelle in den Spalten „NI-Jugend“ stehende Ergebnis. Eine Online-Umfrage bei einem der größten deutschsprachigen schwulen Internetportale ergab ein ähnliches Ergebnis, wobei Spaßantworten nicht ausgeschlossen werden können. Das Portal richtet sich vor allem an Menschen jungen oder mittleren Alters. 2002 wurde in München eine Fragebogenaktion durchgeführt. Angesprochen wurden die Leute vor allem über die Szene. Es nahmen 2512 Personen daran teil, von denen 65,8 Prozent (etwa 1653) Männer waren. Die Mehrheit der Teilnehmer war zwischen 25 und 45 Jahre alt. Bei den Männern waren aber 16 Prozent über 55 Jahre alt. Alle drei Umfragen sind nicht repräsentativ, aber der Trend ist bei allen eindeutig.
| Bezeichnung                                                   | %         | n         | %        | n        | %       |
| ------------------------------------------------------------- | --------- | --------- | -------- | -------- | ------- |
| schwul (j: Internet < Papier)                                 | 65,6      | 227       | 69,9     | 824      | 84,5    |
| bisexuell (j: I > P)                                          | 7,2       | 25        | –        | –        | 3,0     |
| gay (j: I >> P)                                               | 6,6       | 23        | 15,7     | 185      | –       |
| Mehrfachantwort aus: schwul und/oder gay und/oder homosexuell | 6,4       | 22        | –        | –        | –       |
| ich lehne solche Definitionen ab (j: I = P)                   | 3,8       | 13        | –        | –        | –       |
| Mehrfachantwort: andere Kombinationen (ohne schwul)           | 3,2       | 11        | –        | –        | –       |
| zurzeit ist mir das nicht klar (j: I >>> P)                   | 3,2       | 11        | –        | –        | –       |
| homosexuell (j: I > P) (q: homo)                              | 2,3       | 8         | 4,0      | 47       | 11,6    |
| anders, und zwar: (cool, verzaubert etc.)                     | 1,7       | 6         | –        | –        | 0,8     |
| heterosexuell                                                 | 0,0       | 0         | –        | –        | –       |
| queer                                                         | –         | –         | 3,2      | 38       | –       |
| verzaubert                                                    | –         | –         | 2,5      | 29       | –       |
| Schwuppe                                                      | –         | –         | 2,3      | 27       | –       |
| Hinterlader                                                   | –         | –         | 1,4      | 16       | –       |
| Tucke                                                         | –         | –         | 1,1      | 13       | –       |
| Umfrage                                                       | NI-Jugend | NI-Jugend | Queer.de | Queer.de | München |
| Total                                                         | 100,0     | 346       | 100,1    | 1179     | 99,9    |

Nicht jeder, der gleichgeschlechtliche Anziehung verspürt oder gleichgeschlechtlichen Sex hat, nennt sich schwul. Unter Männern, die Sex mit Männern haben, gibt es auch vorwiegend heterosexuelle Männer, also Männer, die sich überwiegend zum anderen Geschlecht hingezogen fühlen, die sich nicht als schwul bezeichnen würden. Manche Personen bezeichnen sich als bisexuell und darunter gibt es jene, die auch Beziehungen mit Personen beiderlei Geschlechts eingehen würden. Manche Bisexuellen bezeichnen sich durch das gesellschaftliche Gebot zur Monosexualität (→ Gunter Schmidt) oder weil es gegenüber Gesprächspartnern einfacher ist, immer oder je nach Situation bzw. je nach besprochener Thematik als schwul.
Ältere deutsche Homosexuelle, die zwischen 1930 und 1969 (Reform des § 175, Aufhebung des Totalverbots) aufgewachsen sind, mussten diskret leben, waren besonders durch Diskriminierung und strafrechtliche Verfolgung bedroht, verheimlichten oft die eigene Homosexualität und flüchteten auch in Ehen oder Scheinehen. Insbesondere von Männern aus der sozialen Unterschicht wird schwul als Selbstbezeichnung oft abgelehnt. Einige ehemalige Mitglieder des Kreises wollten bei einer Ausstellung allein wegen des Namens des Veranstaltungsortes Schwules Museum nicht genannt werden. Auch manche Jugendliche lehnen schwul wegen der in manchen Gruppen vorherrschenden negativen Konnotation, egal ob es sich direkt auf Homosexualität bezieht oder anderes gemeint ist, als Selbstbezeichnung ab und weichen auf andere Begriffe aus, darunter auch homosexuell. Manche lehnen den Begriff ab, weil sie nicht einem Klischee entsprechen wollen. Einige männerbegehrende Männer verbinden mit schwul rosa Einrichtungsgegenstände, affektiertes Gehabe und Ähnliches, was eigentlich besser zu Schwuchtel oder Tunte passen würde. Filme wie etwa (T)Raumschiff Surprise tragen das Ihrige dazu bei. „Ich bin nicht schwul, ich bin homosexuell“ kann etwas über die politische Einstellung und die Mitarbeit in der Bewegung aussagen, wenn auch nicht immer gleich klar ist, was genau im Einzelfall gemeint ist. Manche lehnen jede Selbstbezeichnung für ihre sexuelle Orientierung ab.

### Frauen
Gelegentlich werden auch gleichgeschlechtlich liebende Frauen als schwul bezeichnet, und es wird somit synonym zu lesbisch verwendet. So erwähnte Albert Moll 1891 diese Verwendung in Berlin; in Alfred Döblins 1929 erschienenem Roman Berlin Alexanderplatz und zumindest bis in die 1950er Jahre wurde es in der Literatur immer wieder für Frauen verwendet. Auch in der Gaunersprache der Wiener Galerie findet sich a schwulstiges Weib und a schwuls Weib für eine Lesbe. Ebenso findet sich in Wien die woame Schwesda („warme Schwester“). Aus der im August 1971 gegründeten Homosexuellen Aktion Westberlin ging im Februar 1972 eine „schwule Frauengruppe“ hervor. Martina Weiland begründet die Namenswahl damit, dass die lesbischen Frauen der HAW „anfangs mehr Gemeinsamkeiten mit den schwulen Männern sahen (Diskriminierung und gemeinsame Aktionen dagegen), als mit den heterosexuellen Frauen.“ Ina Kuckuc begründet die Namenswahl ebenfalls damit, dass sie „das Aufsichnehmen der Diskriminierung“ symbolisiere. Sie berichtet auch von der Ablehnung der „literarischen Wortschöpfungen wie sapphisch, homophil, homoerotisch, da sie eine Schönfärberei betreiben.“ Mitte der 1970er Jahre stieß aber lesbisch auf rasche Akzeptanz unter jenen homosexuellen Frauen, die sich für die Frauenemanzipation politisch einsetzten. Neben der Umkehr der Konnotation von lesbisch spielte auch eine politische Abgrenzung zu den Zielen und Vorgehensweisen homosexueller Männer eine Rolle; man näherte sich mehr der Frauenbewegung an. Zusätzlich wurde erstmals 1973 thematisiert, dass unter den Begriff schwul gewöhnlich nur Männer eingeordnet würden. 1975 benannte sich die Gruppe schwuler Frauen in Lesbisches Aktions Zentrum (LAZ) um. Das erste internationale Homosexuellen-Treffen in Frankfurt im Juli 1979 erhielt absichtlich keinen Namen, der mit schwul zusammenhängt, sondern den Titel Homolulu, um die homosexuellen Frauen, die daran teilnahmen oder teilnehmen sollten, gebührend zu berücksichtigen. Die AG Lesbenrechte übertitelte aber 2006 wieder einen Artikel über die Diskriminierung lesbischer Schülerinnen mit dem oft verwendeten Ausspruch „Bist du schwul oder was?“, im 2008 erschienenen Film Echte Wiener – Die Sackbauer-Saga bezeichnet Mundl seine Enkeltochter Petra als warme Schwester, und in einer Dokumentation 2014 bezeichnet sich eine Frau als nicht schwul.
2001 veröffentlichte die aus Männern bestehende Hip-Hop-Band Fettes Brot ihre Single Schwule Mädchen. Sie spielt dabei mit dem verwirrenden Gegensatz der beiden Begriffe. Gleichzeitig bezeichnet sie sich selbst mit den beiden in der Musikszene gegenüber Männern sonst stark negativ besetzten Begriffen als Reaktion auf verschiedene Angriffe und die häufige negative Verwendung dieser Wörter im Hip-Hop.

### Jugendsprache

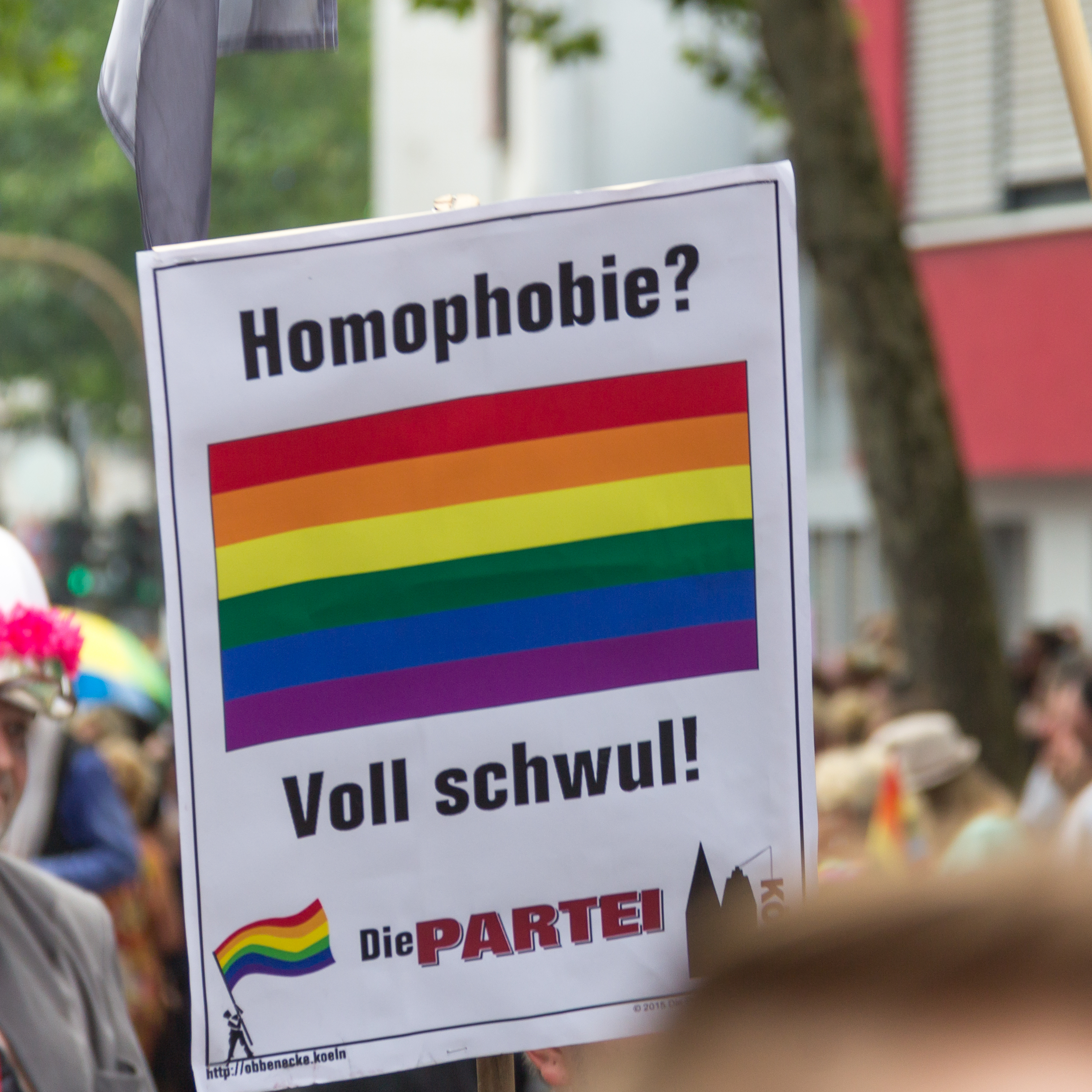
Wortspiel auf einem Plakat: „Homophobie? Voll schwul!“ mit der Konnotation der Jugendsprache.

In der aktuellen Jugendsprache findet sich das Wort schwul in den letzten Jahren vermehrt als Antonym zu geil. Es gilt als abwertendes Adjektiv in Bezug auf Gegenstände und Sachverhalte (auch bei Personen) und ist nicht spezifisch homosexuell konnotiert. Es wird als Synonym für unangenehm, peinlich, seltsam, langweilig oder enervierend benutzt. Eine ganz allgemeine Äußerung der Unzufriedenheit wird zum Beispiel mit „Ist das wieder schwul!“ ausgedrückt. Konkreter kann man sich über „eine schwule Mathearbeit“ äußern. Dahinter steckt laut Martenstein vor allem die ewige Lust der Jugend an der Provokation, wo wertende Begriffe oft aus dem Bereich Sexualität kommen und stets das gesellschaftlich Goutierte negativ besetzt, das gesellschaftlich Verpönte aber ins Positive gewendet wird. Gleiche Mechanismen gab es schon in den 1980ern bei geil und Mitte der 2000er Jahre beim synonym verwendeten Adjektiv porno und seinem Antonym psycho. Die Verwendung als allgemeines Adjektiv kann manchmal peinlich werden, wie es im Film Sommersturm szenisch dargestellt wurde: Ohne darüber nachzudenken, bittet Ferdl bei Tisch den schwulen Malte, ihm doch „das schwule Salz“ herüberzureichen. Erst dann wird ihm bewusst, zu wem er dies gesagt hat, und es ist ihm sichtlich unangenehm. Mit Humor kann der selbstbewusste Malte diese Situation auflösen. Auch der oft gehörte Ausspruch „Bist du schwul oder was?“ bedeutet nicht immer eine Frage, ob man wirklich homosexuell ist, sondern kann auch als Kommentar kommen, wenn etwas misslingt, einfach im Sinne von „Geht’s noch?“. Wird die Frage wirklich einmal mit „Ja“ beantwortet, kann dies zu anfänglicher Verwirrung führen, weil es nicht erwartet wird. Vor allem auf noch Ungeoutete oder erst vor kurzem Geoutete ist die dauernde Verwendung mit einer negativen Konnotation, obwohl sie sich nicht direkt auf Homosexualität bezieht, kein Spaß und kann sich hemmend oder negativ auf die Persönlichkeitsentwicklung auswirken, wie die Bereitschaft, sich beispielsweise einem Freund anzuvertrauen. Auch im sonstigen Alltag kann es zu Verunsicherung führen, da die dahinterstehende Meinung im Einzelfall erst geistig abgeklärt werden muss. In Richtiges und gutes Deutsch des Dudenverlages wird diese Verwendung, die auch in der Umgangssprache vermieden werden sollte, als diskriminierend bezeichnet.
Daneben existiert noch immer die Verwendung als explizites Schimpfwort, mit dem ein vermeintlich „unmännliches“ Verhalten abgewertet wird. Darunter können eher Frauenrollen zugesprochene Gesten und ihnen zugesprochene Wortwahl verstanden werden oder auch „feminines“ Verhalten im größeren Zusammenhang, etwa wie auf eine Situation reagiert wird. Die das Wort verwendende Person beabsichtigt damit ihre eigene Männlichkeit von alternativen Männlichkeitskonzepten abzugrenzen, wenn die Grenzen zwischen Männlichkeit und Weiblichkeit als nicht hinreichend scharf wahrgenommen werden. „Unklare Trennungslinien zwischen den Geschlechtern werden als Störung der Geschlechterordnung aufgefasst und verstören viele bei der Konstruktion ihrer eigenen Geschlechtsidentität.“ Schwuchtel, Schwule Sau, Schwuler und die weiteren Abwandlungen davon zählen neben dem neueren Ausdruck Opfer auch in nicht-femininem Zusammenhang noch immer zu den häufigsten und schlimmsten Schimpfwörtern unter deutschsprachigen Jugendlichen. Besonders ausgeprägt und offensiv ist die Verwendung im Bereich der Hip-Hop-Musik, speziell im Gangster-Rap. Dort wurde die Einstellung vom Reggae übernommen. Eine US-amerikanische Studie zeigte, dass heterosexuelle Jugendliche, die mit homophoben Aussagen in der Schule oder auf dem Schulweg gemobbt werden, eine ebenso große Suizidversuchrate (etwa 20 Prozent) haben wie LGBT-Jugendliche, im Gegensatz zu anderen heterosexuellen Jugendlichen ohne solche Diskriminierungserlebnisse (sechs Prozent).
Mancher gleichgeschlechtlich begehrende männliche Jugendliche lehnt wegen der häufig negativen Verwendung im Alltag den Begriff schwul für sich ab und weicht etwa auf gay oder homosexuell als Selbstbezeichnung aus. Einige verwenden den Begriff selbst als abwertendes Adjektiv. Personen und Organisationen, die sich gegen Diskriminierung, Homophobie und antischwule Gewalt einsetzen, thematisieren derzeit die beiden oben erwähnten Thematiken verstärkt. In einer Bremer Schule haben sich manche Schüler selbst mit dieser Thematik auseinandergesetzt, eine eigene Umfrage zu Homophobie durchgeführt und Homosexualität offen thematisiert. Als eine der unmittelbarsten Konsequenzen hat die Verwendung der Schimpfwörter auf dem Schulhof merkbar nachgelassen.

### Konnotationswandel

#### Begriffsbildungen
Früher gab es vor allem negative Fremdbezeichnungen für Homosexuelle, die sich an der Bezeichnung sexueller Handlungen orientierten (Sodomist, Päderast, florentzen, Tribadin). Das erste positive Werk kommt von Heinrich Hössli, der von der Männerliebe der Griechen sprach. Karl Heinrich Ulrichs führte 1864 die Begriffe Urning, Urninde und Uranismus ein und sprach vom Räthsel der mannmännlichen Liebe. Ab 1870 sprach man auch von conträrer Sexualempfindung und ab 1868 von Homosexualität, eine Bezeichnung, die sich besonders ab 1886 über das medizinische Werk Psychopathia sexualis verbreitete und allgemein durchsetzte. Vor allem in den Kreisen um Adolf Brand sprach man von männlicher Kultur, männlichem Eros, Freundesliebe, Lieblingsminne und Freundschaftsenthusiamus.

#### Sprachgebrauch bis in die 1960er
Schon 1891 berichtete Albert Moll in seinem Buch Die Conträre Sexualempfindung, dass sich homosexuelle Männer und Frauen untereinander als schwul bezeichnen und wenn sie zusammenlebten, man von einer schwulen Ehe oder einem schwulen Verhältnis sprach. Auch 1920 war das Wort in der schwulen Welt der Großstadt als Selbstbezeichnung üblich, wenn auch nicht für jeden. Der damals 17-jährige Bruno Balz soll sich gegenüber Magnus Hirschfeld als schwul bezeichnet haben, worauf dieser die Bezeichnung heftigst abgelehnt haben soll, da dies ein Schimpfwort sei, „das die ‚Normalen‘ benutzen um ‚uns‘ zu beleidigen und herabzusetzen; deshalb müssen ‚wir‘ dieses schlimme Wort jedenfalls vermeiden.“ W. H. Auden berichtet in seinem englisch geführten Tagebuch am 6. April 1929, dass sich in der Straßenbahn eine junge Frau neben ihn stellte und mit ihm flirten wollte. “I wanted to make her an 18th century bow and say ‚Enshuldigen [sic] sie, Madame, aber ich bin schwul.‘” (deutsch: „Am liebsten hätte ich eine Verbeugung im Stil des 18. Jahrhunderts vor ihr gemacht und ‚Entschuldigen Sie, Madame, aber ich bin schwul‘ gesagt.“) Manche bezeichneten sich als Homophile oder Homoeroten. Diese Begriffe wurden auch nach dem Zweiten Weltkrieg in der Homophilenbewegung oft verwendet, die sich gegenüber der Mehrheitsgesellschaft so weit wie möglich anpassen wollte, vorsichtig um Toleranz buhlte und irgendwann auf Erfolg hoffte. Im öffentlichen Sprachgebrauch kamen homosexuelle Menschen nur in bestimmten Kontexten vor, der Ausdruck Homosexueller wurde abwertend verwendet, sei es in der Beschreibung als Krankheit oder zur Kategorisierung krimineller Taten. In den 1940er und 1950er Jahren gab es auch unter den Homophilen in der Zeitschrift Der Kreis immer Versuche, passende und positive Begriffe zu finden, von denen wenige einen mäßigen Bekanntheitsgrad erreichten und keiner sich allgemein durchsetzen konnte. Man kehrte sich vom medizinischen Terminus homosexuell teilweise auch deswegen ab, da „dieses Wort im Bewusstsein der Mehrheit abstoßende Bilder und einen Beigeschmack von Perversion erzeugt.“ Im Gegensatz zu schwul wurde weibliche Homosexualität auch in der seriösen Berichterstattung mit der umgangssprachlichen Formulierung lesbische Liebe umschrieben und homosexuelle Frauen als Lesbierinnen oder lesbische Frauen bezeichnet. Dies zeigt sich beispielsweise im Urteil des Bundesverfassungsgerichts von 1957, wo von „männlichen Homosexuellen und Lesbierinnen“ geredet wird.

#### Beginn der zweiten Welle der Schwulenbewegung, Ungleichmäßigkeit
Im Rechtschreib-Duden taucht schwul in der Bundesrepublik Deutschland erstmals 1967 auf und in der DDR erst 1976 – beide Male mit der Erläuterung „derb für: homosexuell“. (In den größeren Werken fand es schon vorher Aufnahme.) Ohne enge Verbindung zu den Homophilen wuchs eine neue Generation heran, mit der Tradition wurde radikal gebrochen. Ab Ende der 1960er Jahre / Anfang der 1970er Jahre begann man schwul auch außerhalb der Szene und in positiven Kontexten bewusst zu verwenden, teilweise als Provokation, teilweise um sich von dem Stigma zu befreien (Stigma-Umkehr). Gleichzeitig lehnte man oft das klinische homosexuell ab, für offizielle Namen war es aber gegenüber den früher verwendeten Euphemismen offen und schockierend genug und die einzige erlaubte Möglichkeit. In den militanten Anfängen wurde die virulente Antihomosexualität geradezu herausgefordert, dadurch zugleich erst sichtbar gemacht und das (teilweise geringe) Ausmaß der vorhandenen Toleranz aufgezeigt. In der Sicht der Gesellschaft war der Homosexuelle abartig und pervers, was von den Agierenden nicht widerlegt, sondern scheinbar bestätigt wurde. Schwulsein hieß, auf der Differenz zu bestehen, ein Bewusstsein davon zu haben, dass man sich von anderen unterschied und nicht den vorgefertigten Lebensweisen entsprach. Es hieß auch, aus der Homosexualität, der man vor dem Coming-out passiv ausgeliefert gewesen war, eine Entscheidung zu machen. Und vor allem hieß es, sich aus der Position zu entfernen, in der man um Toleranz buhlte, und einzufordern, dass die Gesellschaft Homosexualität als das akzeptierte, „was die schlimmsten antihomosexuellen Phantasien aus ihr gemacht hatten: eine abartige und mit Normalität nicht kommensurable Form der Sexualität.“ Auch viele Angepasste und Homoeroten waren durch das Auftreten der Schwulen tief verstört. Heutzutage geht es wieder moderater zu, kein Verein der beiden Extreme hat ohne Umschwenken auf einen pragmatischeren Kurs überlebt, aber man versteckt sich nicht mehr so wie früher und verwendet nicht generell Pseudonyme wie im Kreis.
Eine der ersten wesentlichen Erwähnungen nach dem Zweiten Weltkrieg hatte schwul im Film „Nicht der Homosexuelle ist pervers, sondern die Situation, in der er lebt“ aus dem Jahre 1970. Das Wort wurde in der Folge konsequent in neuen Kontexten verwendet und der konnotative Rahmen positiv zu besetzen versucht.
Auf welche Weise der Begriff „schwul“ als Geusenwort großes identitätspolitisches Gewicht im Rahmen der 3. deutschen Homosexuellenbewegung bekam, skizziert der Sexualwissenschaftler Volkmar Sigusch in einem Essay:

„Nach Steinigung und Folter, nach Zuchthaus und KZ, nach Verachtung und Denunziation hatten Homosexuelle zum ersten Mal die Chance, ihre Eigenart kollektiv und öffentlich ohne Gefahr für Leib und Leben zu bekennen und zu einer gewissen Bewusstheit ihrer selbst zu gelangen. ‚Bewusste‘ homosexuelle Männer drehten damals den Spieß der Spießer einfach um, indem sie das Schimpfwort ‚schwul‘ mit erhobenem Kopf zum öffentlichen Kampfwort machten und dadurch zum Teil seines feindseligen Charakters beraubten.“

In der Medienberichterstattung wurde schwul anfangs nur in Anführungszeichen wiedergegeben, „um sich von der beleidigenden Verwendungsweise zu distanzieren.“ In den Berichten über das Homolulu-Treffen im Juli 1979 setzte beispielsweise Die Welt szenemäßige Ausdrücke in Anführungszeichen, während die Westdeutsche Allgemeine Zeitung (WAZ) den Ausdruck Schwule schon ohne distanzierende Anführungszeichen und ohne negative Konnotation verwendete. Nach anfänglichen Schwierigkeiten hat sich die Bezeichnung „im aktuellen Sprachgebrauch als Bezeichnungskonvention für männliche Homosexuelle etabliert und ist die ausdrücklich befürwortende Eigenbezeichnungen der Minderheit“.
Der Wertewandel vollzog sich nicht gleichmäßig, was Rückschlüsse auf gesellschaftliche Werthaltungen auf die Tabuisierung verschiedener sexueller Identitäten schließen lässt. In den 1980er Jahren entwickelten sich konfligierende Strategien zur Bezeichnung homosexueller Männer. Während die linksliberale Presse häufig Ausdrücke wie schwul oder Schwule verwendete, vermied konservative Berichterstattung diese Vokabeln. Noch heute verwendet manch einer den Begriff homophil oder die redundante Form Homosexuelle und Lesben. Dies gilt auch für die DDR, die zwar schon 1968 den § 175 abgeschafft hatte, aber im Kommentar stehen hatte, ein „einheitliches Sexualverhalten“ sei „anzustreben“. Und im Programm der SED wurde „Bekämpfung wesensfremder Verhaltensweisen“ verlangt. Man verwendete wie gehabt Umschreibungen wie FreundInnenkreis, was auch nicht immer half, da ab einem Zeitpunkt in den 1970er Jahren auch Anzeigen wie „Frau sucht Brieffreundin“ nicht mehr angenommen wurden, und vermied lange homosexuell, an dessen statt man homophil verwendete, auch im Titel der 1985 vorgelegten Studie der interdisziplinären Wissenschaftler Homosexualität der Humboldt-Universität, die Zur Situation homophiler Bürger in der DDR benannt wurde.

#### Vereinsnamen
Vereinsnamen, die das Wort schwul enthielten, wurden früher oft vom Registergericht zurückgewiesen. Die letzte derartige Beanstandung des Amtsgerichts Freudenstadt vom 15. Juli 1987 wurde auf Beschwerde der Schwulengruppe Freudenstadt am 14. Januar 1988 vom Landgericht Rottweil aufgehoben. Es stützte sich dabei auf ein Gutachten der Duden-Redaktion, das sich selbst auf Hans Georg Wiedemann berief. Andere Vereine hatten wegen ihres Namens Probleme, in Dachorganisationen aufgenommen zu werden. Der Landessportbund empfand beispielsweise den Namen des damals Schwuler Sportverein Vorspiel genannten Berliner Vereins als anstößig und verweigerte die Aufnahme. Vor Gericht konnte der Verein seine Mitgliedschaft 1989 erstreiten. Ein Vereinsname ohne schwul garantiert aber nicht die Aufnahme. So mussten Die Schrillmänner, RosaKehlchen und Queerflöten im Jahre 2000 ihre Mitgliedschaften beim Badischen Sängerbund ebenfalls per Gericht erstreiten, da sie etwa als „ethischer Störfaktor“ und „Gefährdung für die Jugendarbeit“ angesehen wurden. Der Bundesverband Homosexualität wiederum integrierte bei seiner Gründung 1986 das Wort schwul nur deshalb nicht in seinen Namen, da zu dieser Zeit versucht wurde, einen gemeinsamen Verband für Schwule und Lesben ins Leben zu rufen und später auch einige gemischte Gruppen Mitglied waren.

#### Deutscher Bundestag
Der Begriff Schwule verursachte auch Probleme im Bundestag, vor allem in Titeln von Großen Anfragen und Anträgen. Bei Kleinen Anfragen gab es keine großen Probleme.
Die seit 1987 im Bundestag sitzende grüne Abgeordnete Jutta Oesterle-Schwerin hatte ganz selbstverständlich in mehreren Anträgen an die Regierung betreffs der rechtlichen Behandlung homosexueller Paare die Wörter Schwule und Lesben verwendet, da es ihrer Einstellung zu dem Thema entsprach. Sie verlangte von keinem, sie selbst zu verwenden. Im Mai 1988 entrüstete sich der CDU-Abgeordnete Fritz Wittmann in einem Protestschreiben an Bundestagspräsident Philipp Jenninger über die „Verwilderung der Sprachkultur“. Unter anderem machte er Oesterle-Schwerin verantwortlich, die „der Gosse zugehörige Vokabeln“ verwende und sie „genüßlich ausgewalzt“ habe. Die Selbstbezeichnungen seien nicht nur in Bundesdrucksachen aufgenommen worden, sondern „zu allem Überfluß“ auch noch in die Parlamentsberichtserstattung, obwohl sie des „hohen Hauses unwürdig“ seien. Im selben Brief empörte er sich, dass eine von ihm als „abwertend“ beurteilte Fremdbezeichnung übernommen wurde: In immer mehr amtlichen Schriftstücken in der Bundesrepublik tauchten die von der DDR verwendeten Adjektive bundesdeutsch und bundesrepublikanisch auf.
Am 24. Juni 1988 wurde dann ein Antrag der Grünen abgelehnt, da der Titel Beeinträchtigung der Menschen- und Bürgerrechte von Schwulen und Lesben durch die Clause 28 in Großbritannien lautete. Am 1. Juli 1988 teilte Bundestagspräsident Jenninger der Abgeordneten Oesterle-Schwerin mit, dass der Antrag nur mit einem abgeänderten Titel zugelassen werden könne; „die Wendung Schwule und Lesben“ solle durch „die Wendung Homosexuellen und Lesbierinnen“ ersetzt werden. Überschriften und Themen, die in die Tagesordnung des Plenums übernommen würden und damit dem ganzen Parlament zugerechnet werden könnten, dürften nur so verfasst sein, dass sie von allen Mitgliedern des Hauses akzeptiert werden könnten. Nicht wenige Kollegen sähen die Begriffe „Schwule“ und „Lesben“ nicht als Bestandteile der Hochsprache an. Die Sprachwissenschaftlerin Luise F. Pusch findet es interessant, „daß Jenninger sich das Recht zu einer Sprachzensur anmaßt, obwohl er die Sprache nicht beherrscht“. Im Antwortbrief vom 12. Juli 1988 gab ihm Oesterle-Schwerin linguistische Nachhilfe, erklärte ihren Standpunkt und schloss mit den Worten: „Eines werden sie auf jeden Fall nicht erreichen: Ich werde im Hohen Haus weiterhin von Lesben und Schwulen und nicht von homosexuellen Mitbürgern und Mitbürgerinnen reden.“ Am 29. September 1988 sprach sich der Ältestenrat des Bundestages „mit breiter Mehrheit“ gegen die Verwendung der Begriffe aus. Am 11. November 1988 wurde gar auf Betreiben der CDU/CSU von der Bundestagsverwaltung das Telefon des Schwulenreferats der Grünen-Fraktion für einige Zeit abgeschaltet, dessen Leiter damals Volker Beck war. Am selben Tag trat Jenninger wegen einer durch den Vortrag leicht misszuverstehenden Rede vom Amt des Bundestagspräsidenten zurück. Inzwischen hatte auch Peter Gauweiler in Bayern Aussagen getätigt, die erkennen ließen, dass er sich ein Gesetz wie Clause 28 wünsche. Am 12. November schrieb Oesterle-Schwerin wieder an den Bundestagspräsidenten, erklärte ihre Abneigung gegen homosexuell, schlug aber, um eine baldige Erledigung zu fördern, als neue Antragsüberschrift Beeinträchtigungen der Menschen- und Bürgerrechte von homosexuellen Menschen durch die Clause 28 in Großbritannien sowie vergleichbare Angriffe auf die Emanzipationsbestrebungen der Lesben- und Schwulenbewegung in Bayern vor, da Schwulenbewegung auch im damaligen großen Duden nicht als umgangssprachlich markiert war und somit von der Redaktion der Hochsprache zugerechnet wurden, wie auch die meisten anderen Wortbildungen. Vizepräsidentin Annemarie Renger antwortete am 21. November 1988, dass sie den Antrag noch immer nicht zulassen könne, da sich keine neuen Umstände ergeben hätten. Auch wenn Schwulen- und Lesbenbewegung in die Hochsprache übergegangen seien, „können sie trotzdem nicht von allen Mitgliedern des Hauses akzeptiert werden“. Die Bundestagsverwaltung weigerte sich, Anträge mit den Begriffen Schwule und Lesben überhaupt auszudrucken. Hubert Kleinert nannte dies eine „Sprachzensur der Fraktion DIE GRÜNEN“. So las Oesterle-Schwerin in der Bundestagssitzung vom 24. November 1988 zwei weitere Anträge vor, die schon einige Zeit auf Erledigung warteten, um von den Abgeordneten abstimmen zu lassen, ob sie in dieser Form zugelassen werden könnten. In einem Dokument wurde beantragt, in der Abteilung Familie und Soziales ein Schwulenreferat und im Arbeitsstab Frauenpolitik ein Lesbenreferat einzurichten. Im anderen Dokument wurden Geldmittel für zentrale Organisationen und überregionale Maßnahmen der Lesben- und Schwulenbewegung beantragt. Vizepräsidentin Renger wies darauf hin, dass die Texte bei Annahme in Einzelplan 15 übernommen werden würden und daher die Verwendung „derartiger Begriffe“ nicht zulässig sei. Sie schrieb in ihrem Brief zwar die Wörter, verwendete in der Bundestagssitzung aber durchweg verhüllende Umschreibungen. Als Alternativvorschläge bot sie Homosexuellenbewegung und Homosexuellenreferat an. Klaus Beckmann sprach sich gegen eine Einführung von „Kampfbegriffen“ aus. In der Abstimmung dann war eine knappe Mehrheit der anwesenden Abgeordneten gegen die Zulassung der Anträge in dieser Form. Paul Hoffacker (CDU) mokierte sich darüber, dass Abgeordnete der SPD in den hinteren Reihen sich nicht an die Empfehlung ihrer parlamentarischen Geschäftsführung gehalten hätten. In einer Pressemitteilung am selben Tag führte Oesterle-Schwerin aus: „Der uns vorgeschlagene Begriff ‚Homosexuelle‘ … beinhaltet eine bestimmte Haltung gegenüber Schwulen und Lesben: Wer Homosexuelle sagt, spricht von einer ‚Gruppe, der wir zu helfen haben‘ … oder die ein ‚schweres Schicksal‘ haben. Letztendlich geht es um folgendes: Akzeptiert man oder frau selbstbewußte Schwule und Lesben, so wie sie sind und wie sie sich selbst bezeichnen … oder spricht man/frau über arme, vom Schicksal geschlagene Homosexuelle.“ Der Geschäftsordnungs-Ausschuss beschloss am 8. Dezember 1988, dass Überschriften von Vorlagen so abgefasst sein sollten, dass sie als amtliche Formulierungen von Tagesordnungspunkten geeignet seien.
Um homosexuell nicht verwenden zu müssen und den Antrag trotzdem einbringen zu können, griffen die Grünen auf die von Karl Heinrich Ulrichs als Selbstbezeichnung geschaffenen und inzwischen antiquierten Begriffe Urning bzw. Urninde zurück und nannten den Antrag am 15. Dezember 1988: Beeinträchtigung der Menschen- und Bürgerrechte der britischen Urninge und Urninden durch die Section 28 des Local Government Bill sowie vergleichbare Angriffe auf die Emanzipation der Urninge und Urninden in Bayern. Darauf folgte am 24. Januar 1989 eine Große Anfrage über „sexuelle Denunziation […] als Mittel der politischen Auseinandersetzung“ mit einer Vorbemerkung über die Verwendung von Begriffen. Alternierend mit homosexuell und dem nie gescheuten Begriff Homosexualität wird Urning genutzt.
Selbst der neuerliche Antrag, die Wörter verwenden zu dürfen, am 19. Oktober 1989 durfte die Wörter nicht im Titel enthalten. Dieser wurde dann in der Plenarsitzung am 26. Oktober 1989 an den Ausschuss für Wahlprüfung, Immunität und Geschäftsordnung überwiesen, und Dieter Wiefelspütz stellte in seiner Rede fest: „Der Geschäftsordnungsausschuß des Bundestages ist bislang der Meinung, dass Formulierungen in Bundestagsdrucksachen unzulässig sind, falls sie als Ordnungsverletzung anzusehen wären, würden sie im Plenum des Bundestages vorgetragen.“ Aus der Debatte geht auch hervor, dass Länderparlamente wie beispielsweise das Berliner Abgeordnetenhaus und sogar der CSU-dominierte und in Bezug auf Homosexualität damals sehr konservativ erscheinende Bayerische Landtag keine Probleme mit den Vokabeln hatten. Es gab lange Beratungen auf verschiedenen Ebenen und die Grünen kündigten schließlich an, bei der Frage, ob diese Wörter zulässig sind, notfalls den gerichtlichen Instanzenweg zu beschreiten, was auch die Presse interessieren würde. Am 3. Juni 1990 kam schließlich die Nachricht, dass der am 26. Juli 1989 neu eingebrachte Antrag mit dem Titel Programm Emanzipation und Gleichberechtigung für Lesben und Schwule, in dem die Einrichtung eines Lesbenreferats im Frauenministerium und eines Schwulenreferates im Familienministerium beantragt wurde und der damals sogar eine Nummer erhielt, endlich zugelassen würde. In der Presseaussendung der Grünen vom 4. Juni 1990 heißt es dann: „Das Parlament erweitert seinen Sprachschatz“.

#### Weitere Werteänderungen
Im Zuge der Diskussion um die Anerkennung gleichgeschlechtlicher Partnerschaften ist seit Ende der 1990er Jahre ein allgemein zunehmend unbefangenerer Gebrauch festzustellen. 1999 wurde das Wort von sieben Jurymitgliedern in die Liste der 100 Wörter des 20. Jahrhunderts gewählt, da es für das Jahrhundert als besonders bezeichnend angesehen wurde. 1998 schreibt Skinner, dass das Wort auch in der konservativen Frankfurter Allgemeine Zeitung immer öfter vorkomme, wenn auch meist im Feuilleton. Heute wird es auch in anderen Ressorts immer mehr verwendet. Die Gesellschaft für deutsche Sprache bemerkte 2001, dass schwul „auch außerhalb der Homosexuellenszene weitgehend wertneutral gebraucht und auch so verstanden“ wird.
Um einer sich abzeichnenden, möglicherweise problematischen Thematisierung seiner nie wirklich versteckten Homosexualität den Wind aus den Segeln zu nehmen, sprach Klaus Wowereit auf dem Sonderparteitag am 10. Juni 2001 selbstbewusst die inzwischen berühmten Worte „Ich bin schwul – und das ist auch gut so!“ Es war ein Tabubruch, sich als erster deutscher Spitzenpolitiker so öffentlich dazu zu bekennen. Letztendlich wurde „Und das ist (auch) gut so!“ zum geflügelten Wort und zum Satz des Jahres 2001 gewählt. Im nächsten Wahlkampf war das Outing ein kleiner Bonus, besonders im Bezug auf die Glaubwürdigkeit bei den Wählern.

#### Heutige Verwendung

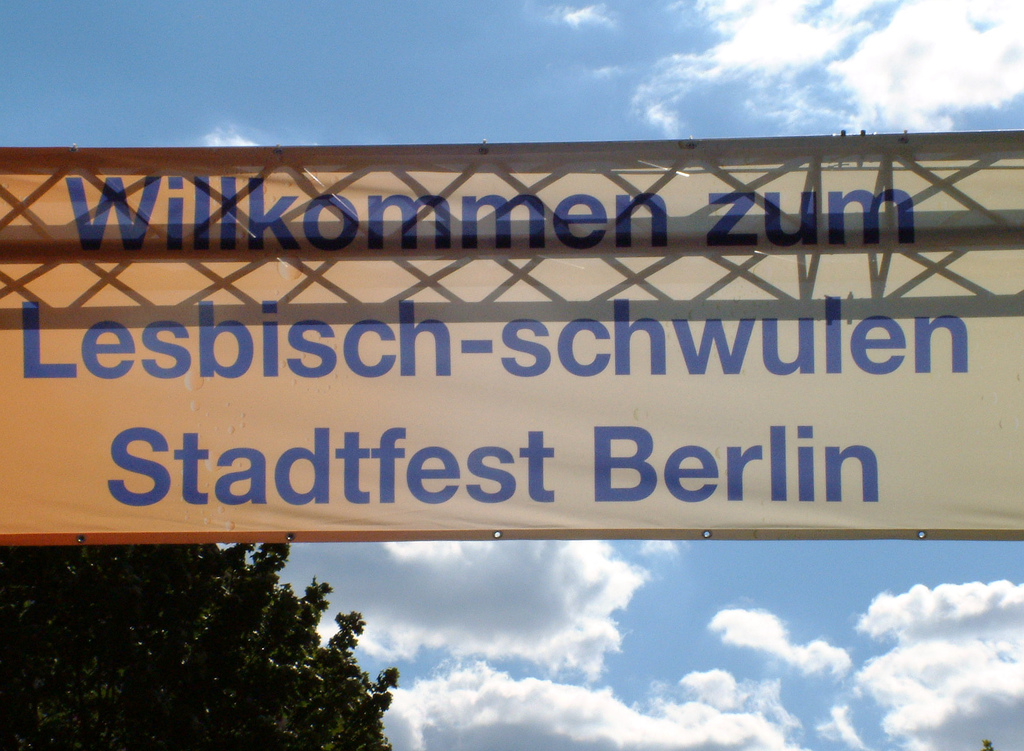
Willkommensbanner des lesbisch-schwulen Stadtfests Berlin, 2006. Es wird häufig von Repräsentanten der Parteien und Institutionen besucht.

Pride-Flagge für homosexuelle Männer

Heute wird schwul und seine abgeleiteten Formen in offiziellen Dokumenten der gesetzgebenden und regierenden Körperschaften verwendet,
ebenso von Politikern – auch manchen konservativen – beispielsweise im Österreichischen Parlament und im Deutschen Bundestag. Das Wort ist auch in Erklärungen zu Gesetzen oder Gesetzesentwürfen zu finden und in Titel von Entschließungen des Europäischen Parlaments. In deutschsprachigen Gesetzestexten selbst wurde auch das Wort homosexuell bisher ein einziges Mal verwendet, nämlich im Kurztitel „Homosexuelle Handlungen“ des § 175 (der nur homosexuelle Handlungen von über 18-Jährigen mit unter 18-Jährigen pönalisierte), das „Unzucht zwischen Männern“ von 1969 ersetzte. Sonst wurde und wird bisher entweder eine genauere Definition verwendet, das schon lange in der Judikatur verankerte gleichgeschlechtlich und früher widernatürlich verwendet oder bei Anti-Diskriminierungsgesetzen ganz allgemein von Sexueller Orientierung oder Sexueller Identität gesprochen. In wissenschaftlichen Arbeiten zum Thema wird schwul als Terminus technicus in der Arbeit und im Titel verwendet, aber auch in nicht den engeren Themenkreis behandelnden Arbeiten wird der Begriff bei passender und korrekter Gelegenheit von manchen Autoren verwendet. Auch so manche der Homosexualität ablehnend gegenüberstehende Medien wie etwa die katholische Zeitung Die Tagespost verwenden in ihren Beiträgen manchmal an passender Stelle die Selbstbezeichnung.
Der Schweizer Politiker Moritz Leuenberger sprach 2001 in seiner damaligen Funktion als Bundespräsident beim Christopher Street Day in Zürich:

„Ihrer Beharrlichkeit ist es zum Beispiel zu verdanken, dass ich heute die Worte ‚schwul‘ oder ‚lesbisch‘ viel leichter über die Lippen bringe. In meiner Jugend waren dies obszöne Schimpfworte, und ich wunderte mich später darüber, dass Sie sich nicht einen anderen, weniger belasteten Namen geben.
Heute muss ich Sie dazu beglückwünschen. Sie sind auf diese Weise zwar den schmerzlicheren Weg gegangen; aber Sie haben etwas in Bewegung gebracht.
Sie haben Schimpf und Schande auf sich genommen, aber Sie sind daran, die Worte ‚schwul‘ und ‚lesbisch‘ salonfähig zu machen (salonfähig waren sie zwar noch rasch einmal; ich meine inhaltlich akzeptiert). Sie hätten auf eine politisch korrekte Bezeichnung ausweichen können – etwas Lateinisches oder Griechisches vielleicht? [Es folgen Beispiele der Euphemismus-Tretmühle]“

In den aktuellen Wörterbüchern im Jahre 2008 sind Schwulenbar, Schwulenbewegung, Schwulenorganisation, Schwulengruppe, Schwulenlokal, schwules Wesen und Schwulsein nicht markiert. Schwulheit ist mit „selten“ markiert und Schwulenszene manchmal mit „Jargon“. Das Adjektiv schwul und die Substantive [der] Schwule bzw. [die] Schwule, sind entweder mit „umgangssprachlich“ „umgangssprachlich und Selbstbezeichnung“ oder gar nicht markiert. In einer im April 2008 bei 1820 Personen ab 16 Jahren durchgeführten und im Juni 2008 veröffentlichten Umfrage über die allgemeine Akzeptanz von Tabuwörtern gaben 63 Prozent an, dass sie das Wort selbst verwenden, 27 Prozent verwenden es nicht aktiv, aber es stört sie auch nicht und 13 Prozent finden es ärgerlich oder abstoßend. Ein Prozent der Befragten machte keine Angabe.

## Vergleichbare Änderungen in anderen Sprachen
Ähnliche konnotationsändernde Entwicklungen haben auch die englischen Wörter gay und vor allem queer in ihrem Sprachraum erfahren, die dort ebenfalls sowohl als Emanzipationswörter als auch als Schimpfwörter zu finden sind. Gay wird in der englischen Jugendsprache in ähnlicher allgemeiner negativer Bedeutung genutzt wie in unserem Sprachraum schwul.

## Abwandlungen
- Schwülstig steht sprachlich selten in Zusammenhang mit Homosexualität. Der Nachfolger von schwul, die neuere Form schwül, wird manchmal in Wortspielen verwendet oder wenn es der Reim erfordert. Etwa im Lila Lied, wo die „lila Nacht“, reimend auf Gefühl, als schwül bezeichnet wird.

Die Wörter schwul und Schwuler haben zahlreiche Abwandlungen hervorgebracht.
- Der Ausdruck Schwuchtel, der meist beleidigend verwendet wird, zählt nicht dazu, da er eine völlig eigenständige Etymologie hat.
- Schwulität kommt zwar von derselben Grundbedeutung „drückend heiß“, hat aber einen anderen Ursprung und eine andere Grundbedeutung. In Zusammenhang mit Homosexualität wird es allerdings manchmal als scherzhafter Hehlausdruck verwendet und versteckt eben jene hinter der eigentlichen Bedeutung Unannehmlichkeit. Selten wird es als eher abwertende Bezeichnung für das Schwulsein benutzt.[2]
- In der Schweizer Jugendsprache gibt es die Bezeichnung [der] Schwüggel, die abwertend verwendet wird und nicht zur Selbstbezeichnung dient.[130]